# Белен, Альберто
Альберто Эдмундо Беле́н (исп. Alberto Edmundo Belén; 22 июня 1917 — неизвестно) — аргентинский футболист, нападающий.

## Карьера
Альберто Белен начал карьеру в клубе «Ньюэллс Олд Бойз», где дебютировал 19 марта 1939 года в матче с «Сан-Лоренсо» (2:1), где забил гол и сделал голевую передачу. Всего в сезоне форвард провёл 23 матча и забил 6 мячей. Годом позже он перешёл в «Химнасию и Эсгриму». 5 мая 1940 года футболист впервые сыграл в составе команды в матче с «Тигре» (7:1), в котором забил дважды. 17 ноября того же года Белен провёл последний матч за «Химнасию» против «Эстудиантеса» (1:4). Всего за клуб он сыграл в 24 матчах, забив 12 голов. После этого Альберто возвратился в «Ньюэллс Олд Бойз». Там он выступал ещё один сезон, проведя 17 матчей и забив 3 гола. Последнюю встречу в составе «Ньюэллс» он сыграл 17 августа 1941 года с «Атлантой» (2:3). Всего за клуб Белен провёл 40 матчей и забил 9 голов.
В 1942 году Альберто перешёл в «Платенсе». 5 апреля он дебютировал в составе команды в матче с «Чакаритой Хуниорс» (1:1). А 19 апреля во встрече с «Феррокарриль Оэсте» (1:0) получил сотрясение мозга. 10 мая Белен забил первый мяч в составе «Платенсе», поразив ворота «Эстудиантеса» (3:7). В составе этой команды форвард играл на протяжении шести сезонов, проведя 144 матча и забив 18 голов. 24 августа 1947 года Белен провёл последний матч за клуб, в котором команда проиграла «Расингу» (0:3). Оттуда игрок перешёл в «Колон», выступавший во втором дивизионе. За эту команду Альберто сыграл в 44 матчах и забил 6 голов. Затем Белен стал игроком выставочной команды «Росарио Уондерс». В 1951 году команду купила колумбийская компания, и на её основе создала новый клуб — «Депортес Киндио». Туда же перешли и все игроки «Уондерс». Среди них был и Альберто Белен. Там он и завершил карьеру в 1952 году.

## Статистика

### Клубная
| Сезон | Клуб                          | Лига    | Чемпионат | Чемпионат |
| Сезон | Клуб                          | Лига    | Игры      | Голы      |
| ----- | ----------------------------- | ------- | --------- | --------- |
| 1939  | Ньюэллс Олд Бойз              | Примера | 23        | 6         |
| 1940  | Химнасия и Эсгрима (Ла-Плата) | Примера | 24        | 12        |
| 1941  | Ньюэллс Олд Бойз              | Примера | 17        | 3         |
| 1942  | Платенсе (Висенте-Лопес)      | Примера | 30        | 5         |
| 1943  | Платенсе (Висенте-Лопес)      | Примера | 22        | 4         |
| 1944  | Платенсе (Висенте-Лопес)      | Примера | 25        | 4         |
| 1945  | Платенсе (Висенте-Лопес)      | Примера | 29        | 3         |
| 1946  | Платенсе (Висенте-Лопес)      | Примера | 30        | 2         |
| 1947  | Платенсе (Висенте-Лопес)      | Примера | 8         | 0         |
| 1948  | Колон                         | Сегунда | ?         | ?         |
| 1949  | Колон                         | Сегунда | ?         | ?         |

### Международная
| Матчи Альберто Белена за сборную Аргентины | Матчи Альберто Белена за сборную Аргентины | Матчи Альберто Белена за сборную Аргентины | Матчи Альберто Белена за сборную Аргентины | Матчи Альберто Белена за сборную Аргентины | Матчи Альберто Белена за сборную Аргентины | Матчи Альберто Белена за сборную Аргентины |
| ------------------------------------------ | ------------------------------------------ | ------------------------------------------ | ------------------------------------------ | ------------------------------------------ | ------------------------------------------ | ------------------------------------------ |
| №                                          | Дата                                       | Место проведения                           | Оппонент                                   | Счёт                                       | Голы                                       | Турнир                                     |
| 1                                          | 15 августа 1940                            | Буэнос-Айрес                               | Уругвай                                    | 5:0                                        | —                                          | Кубок Хуана Миньябуру                      |
| 2                                          | 9 января 1941                              | Сантьяго                                   | Чили                                       | 5:2                                        | —                                          | Кубок президента Аргентины                 |
| 3                                          | 19 января 1941                             | Лима                                       | Перу                                       | 1:1                                        | 1                                          | Кубок Роке Саэнса Пеньи                    |
| 4                                          | 26 января 1941                             | Лима                                       | Перу                                       | 1:1                                        | 1                                          | Кубок Роке Саэнса Пеньи                    |
| 5                                          | 12 февраля 1941                            | Сантьяго                                   | Перу                                       | 2:1                                        | —                                          | Чемпионат Южной Америки                    |
| 6                                          | 10 июля 1943                               | Асунсьон                                   | Парагвай                                   | 5:2                                        | —                                          | Кубок Шевалье Бутеля                       |
| 7                                          | 11 июля 1943                               | Асунсьон                                   | Парагвай                                   | 1:2                                        | —                                          | Кубок Шевалье Бутеля                       |

## Достижения
- Обладатель Кубка Хуана Миньябуру: 1940
- Обладатель Кубка президента Аргентины: 1941
- Обладатель Кубка Роке Саэнса Пеньи: 1941
- Чемпион Южной Америки: 1941
- Обладатель Кубка Шевалье Бутеля: 1943